# Conwayhügel
Die Conwayhügel ist ein 1470 m hoher Berg im ostantarktischen Viktorialand. In den Usarp Mountains ragt er südlich des Edwards-Gletschers im östlichen Abschnitt des Schroeder Spur in der Daniels Range auf.
Wissenschaftler der deutschen Expedition GANOVEX I (1979–1980) nahmen seine Benennung vor. Namensgeber ist der Neuseeländer Maurice Conway, der als Geländeführer für deutsche Expeditionen zwischen 1979 und 2000 ins Viktorialand, Königin-Maud-Land und Marie-Byrd-Land tätig war.